# Vieilles-Maisons-sur-Joudry
Vieilles-Maisons-sur-Joudry là một xã trong tỉnh Loiret, vùng Centre-Val de Loire bắc trung bộ nước Pháp.